# 122 mm M1931/37 (A-19)
De 122 mm M1931/37 (A-19) (Russisch:122-мм корпусная пушка обр. 1931/1937 гг. (А-19)) was een Russisch veldkanon ontworpen eind jaren dertig. Het kanon was een combinatie van de loop van een 122 mm M1931 (A-19) kanon en de ophanging van een 152 mm M1937 (ML-20) houwitser kanon. Het kanon was o.a. gemodificeerd voor gebruik als ISU-122, IS-2 en IS-3 tankkanonnen (IS-serie).

## Beschrijving
In 1936 had het Rode Leger het 122 mm M1931 kanon, dat al bekendstond als de A-19. Dit had echter problemen met de affuit, die anders was dan voorgaande varianten (een gespleten wagenas met vering). Later kwam de 152 mm M1937 (ML-20), die voor verbetering zorgde van de M1931. De loop van een M1931 zou op een affuit van een ML-20 worden geplaatst en zo was de "122 mm corps gun M1931/37" geboren. Deze nieuwe variant werd hetzelfde aangeduid als zijn voorganger: A-19.
Het kanon wordt in zijn geheel vervoerd; tijdens transport wordt de loop ingetrokken. Het was echter ook toegestaan om hem in schietpositie te vervoeren, maar alleen voor korte afstanden en met een maximumsnelheid van 5 km/u. De affuit had een bladvering en metalen wielen met daaromheen banden. Ook had het kanon een "equlibrator" en een schild voor bescherming van de bemanning tegen vuur van handvuurwapens en granaatscherven.

## Varianten
- A-19S - voor gebruik op de ISU-122 gemechaniseerd geschut;
- D-25 - in 1943 ontworpen tankkanon gebaseerd op de A-19 voor de gloednieuwe Iosif Stalin tank;
  - D-25T - gebruikt op de IS-2 en was op het laatste moment verbeterd omdat de mondingsrem tijdens het testen van de D-25 was ontploft;
  - D-25S- voor op de IS-122S;
- 152 H 88-31 - Finse variant met een kaliber van 152;
- 122 mm armata wz. 1931/37/85 - een door Polen verbeterde variant.